# 希爾茲 (堪薩斯州)
希爾茲（英語：Shields）是位於美國堪薩斯州萊恩縣的一個非建制地區。

## 地理
希爾茲所處的海拔為高於海平面849米（即2786英呎），而該地所採用的時區為UTC-6，即北美中部時區（CST）。同時該地設有夏令時間，為UTC-6調快一小時，即UTC-5（CDT）。